# Акадзима
Акадзима, Акасима (яп. 阿嘉島 акадзима) — один из островов группы Керама, расположенный в Тихом океане. Входит в состав префектуры Окинава.
Остров также сокращённо называют Ака. Он расположен примерно в 35 км к западу от острова Окинава. Климат субтропический.

## Кораллы, флора и фауна

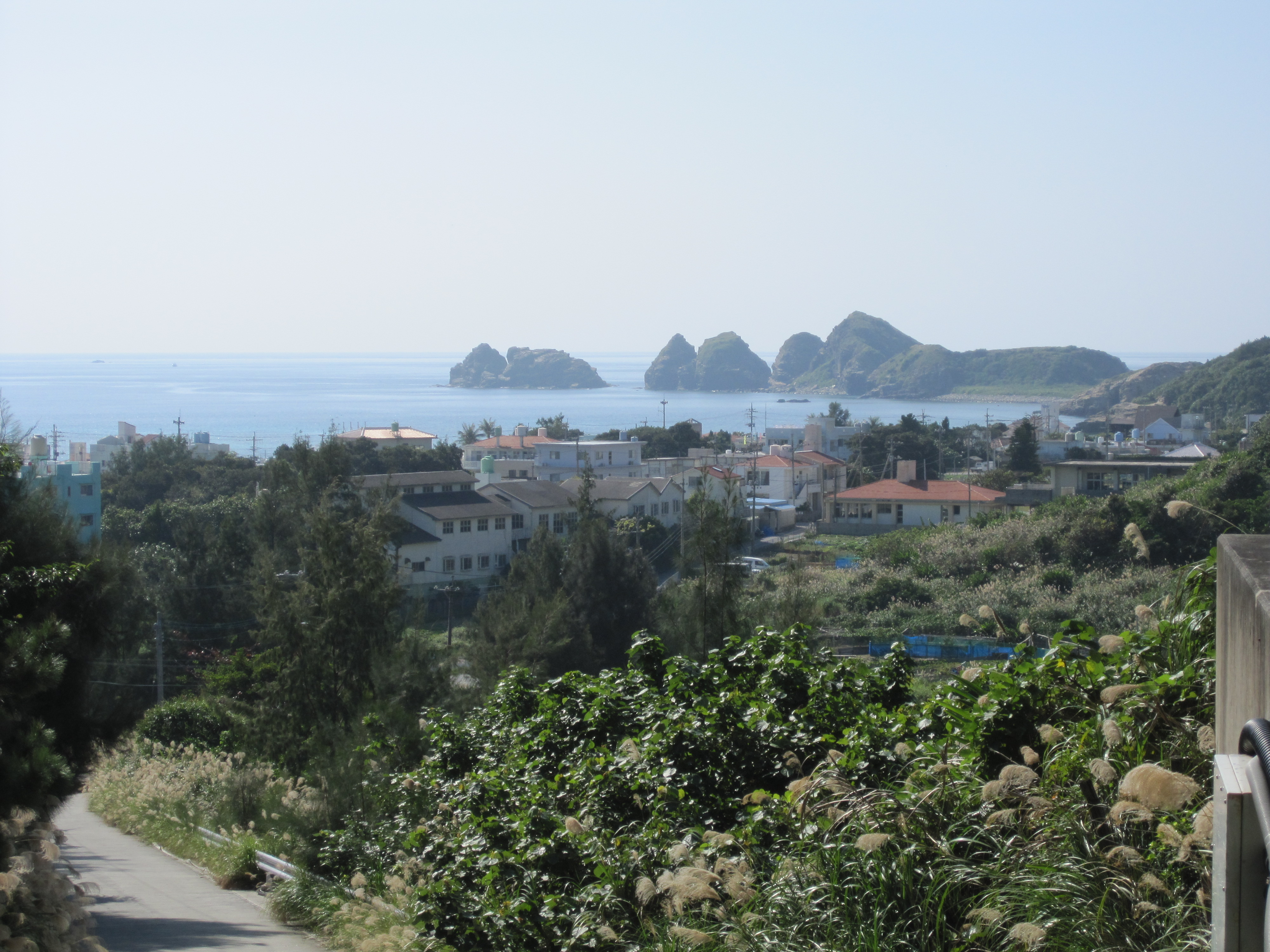
Деревня Ака

У острова проходит течение Куросио. Коралловые рифы с богатой фауной привлекают множество туристов, увлекающихся дайвингом и сноркелингом.
В 1998 году на Акадзиме под началом Японского научно-технического агентства (англ. Japanese Science and Technology Agency) была открыта Акадзимская океанологическая лаборатория англ. Akajima Marine Science Laboratory (AMSL). Каждый год несколько океанологов приезжают в AMSL изучать экосистему коралловых рифов.
На островах Керама известно около 360 видов рыб, 1640 видов беспозвоночных, в том числе рифообразующие кораллы, 220 видов морских водорослей. Однако островные организмы изучены не полностью. На Акадзиме летом откладывают яйца логгерхеды, зелёные черепахи и биссы. горбатые киты идут к местам спаривания мимо острова с января по апрель.
Акадзима известен благодаря богатой фауне: птицам, бабочкам и паукам-золотопрядам. Керамский олень — эндемик этой местности, животные хорошо плавают и переплывают между островами керамской группы. Этот вид охраняется на государственном уровне.

## Климат

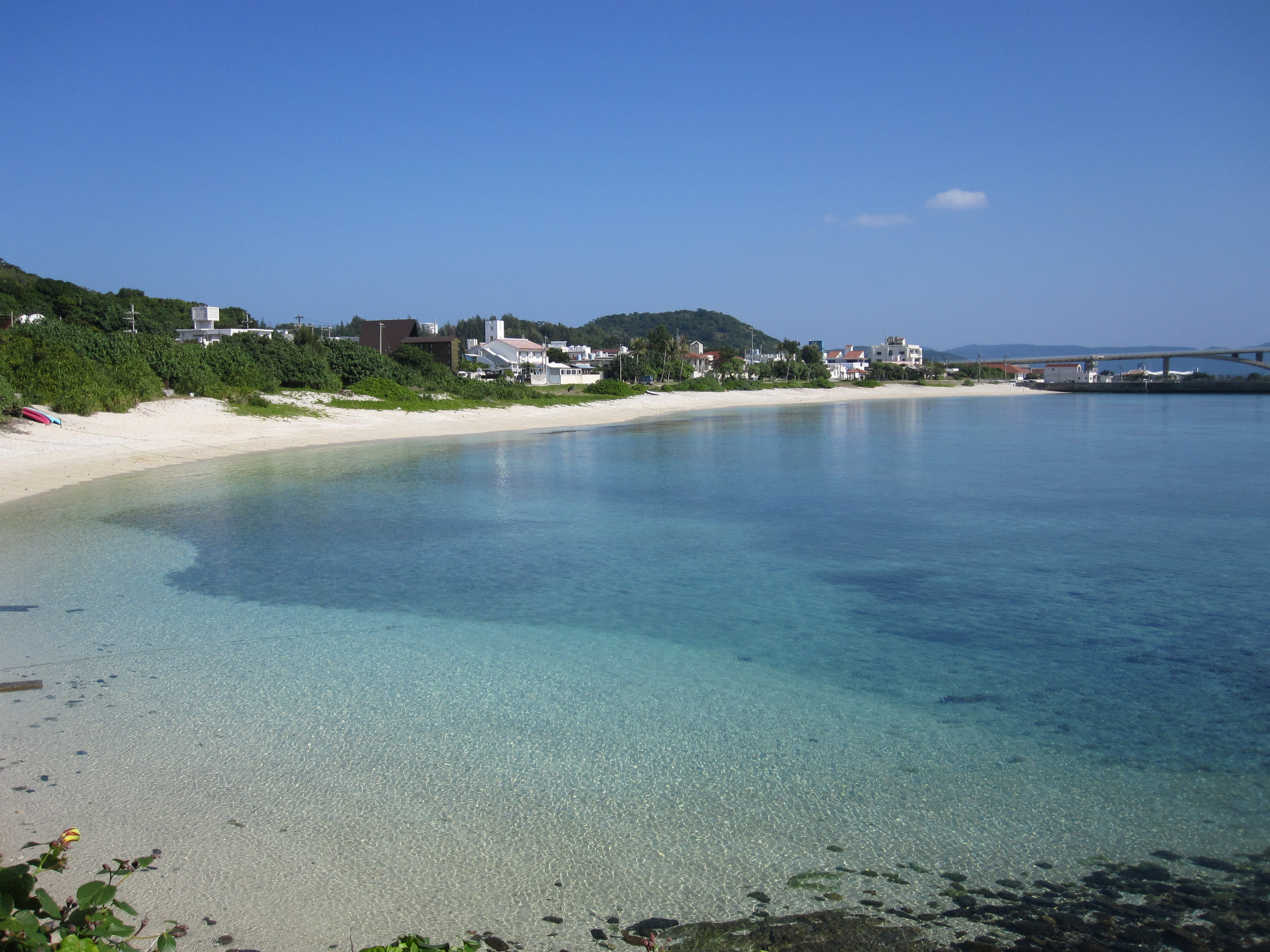
Пляж и деревня Ака

Лето приходит на Акадзиму вместе с пятью тайфунами. Октябрьский северный муссон приносит с собой холодный ветер и волны, утихающие в апреле.

## История
До 1868 года остров Акадзима был частью королевства Рюкю. 600 лет островитян нанимали на корабли, ходящие между королевством и Китаем. Дом семьи Такара, к которой принадлежал один из корабельных капитанов, сохраняют как национальное достояние Японии.
В ходе битвы за Окинаву 26 мая 1945 года на Акадзиме высадился американский десант, захвативший острова Дзамами, Герумадзима и Токасики. Около 500 местных жителей совершили самоубийство, повинуясь приказу японских солдат, запретивших сдаваться в плен.
Акадзима известна историей двух собак — Сиро с Акадзимы и Мэрилин с Дзамамидзимы. Они встретились, когда Сиро путешествовал с хозяином вокруг острова, затем полюбились друг другу настолько, что Сиро стал плавать на пляж Ака на свидания с Мэрилин каждый день.
Местные жители упоминают, что Сиро каждый день проплывал 3 км. Его подвигу посвящён фильм «Маририн ни айтай» (яп. マリリンに会いたい, Я хочу увидеться с Мэрилин). Мэрилин умерла в 1987 году, Сиро прожил 17 лет. На пляже Нисихама установлена статуя Сиро, а статуя Мэрилин стоит на Дзамамидзиме.

## Транспорт
Между Акадзимой, соседним Дзамами и Нахой налажено паромное сообщение. На остров можно попасть из аэропорта в Герумадзиме по небольшому автомобильному мосту.